# Бачка (регіон)

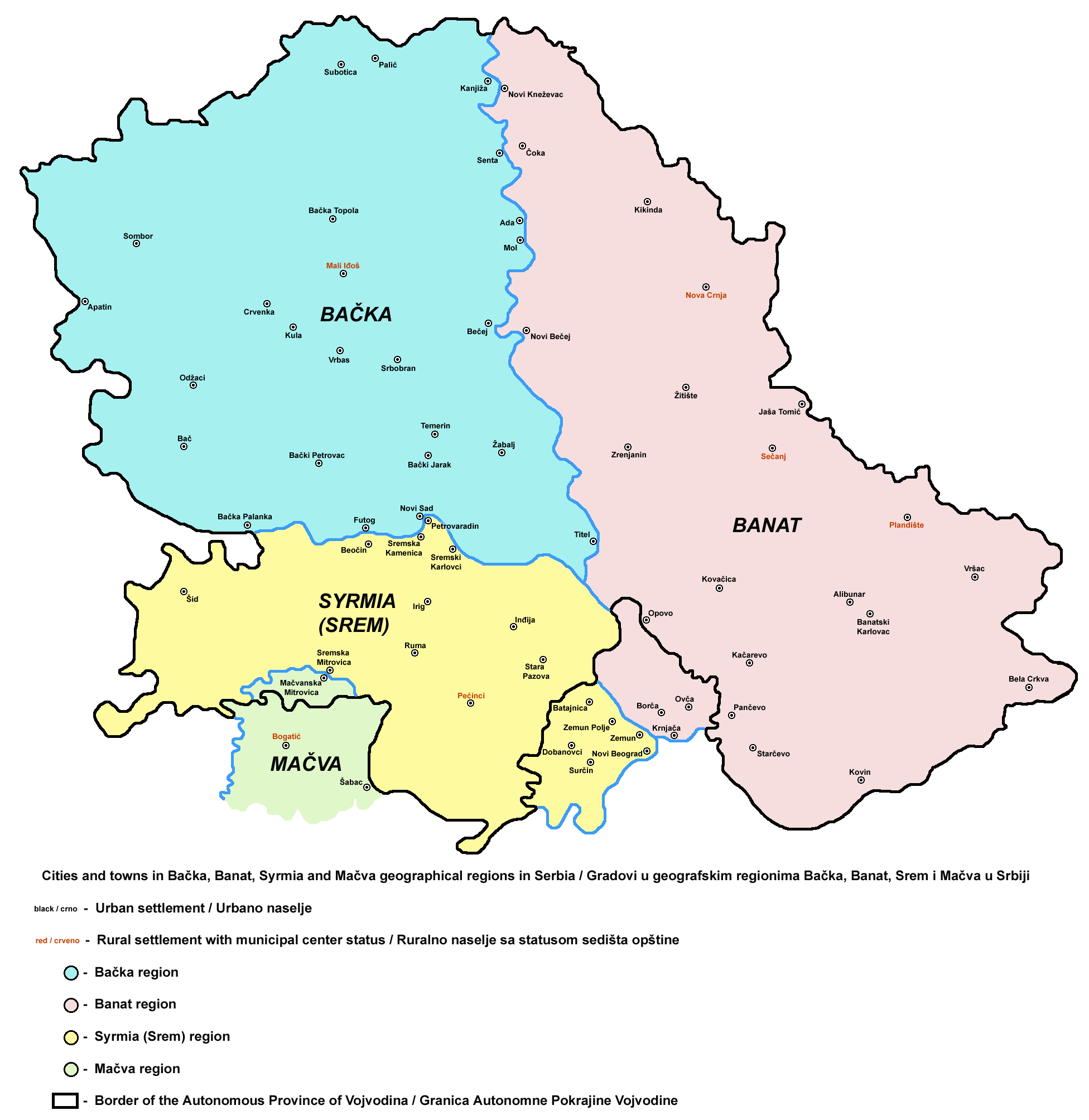
Ба́чка

Ба́чка — історико-географічна область у Південно-Східній Європі на Балканах з переважно сербським, угорським, хорватським та русинським населенням.
Територіально Бачка охоплює частково території Сербії та Угорщини. Угорська частина Бачки розташована в угорському окрузі Бач-Кішкун. Сербська частина Бачки розташована у північно-західній Воєводині.
В національному складі населення Бачки суттєво переважають серби, угорці і хорвати.
У XVIII ст. Бачка була заселена українцями-русинами. У Воєводині (Сербія) русинська мова має офіційний статус. 
У регіоні розташований природний парк «Єгричка».